# 南喬治亞與南桑威奇群島旗幟

南乔治亚和南桑威奇群岛1999年以后的旗帜

1992年-1999年的旗帜

民事专员的旗帜

南乔治亚和南桑威奇群岛以前在行政上从属于福克兰群岛，因此一直使用福克兰群岛的旗帜，1985年单独分出，才开始订立自己的旗帜。
南乔治亚和南桑威奇群岛旗帜是蓝色地，左上角有英国国旗，中间是群岛的徽章图样，这面旗帜同时在英国的南极科研站使用。由于福克兰群岛的总督兼任本群岛的民事专员，所以只有当专员在本岛时才悬挂专员旗帜。